# Chianti Colli Senesi
Il Chianti Colli Senesi è un vino a DOCG prodotto nella Regione Toscana in provincia di Siena

## Zona di produzione
La sottozona Colli Senesi fu istituita con DM del 31 luglio 1932 in una zona ricchissima di vini pregiati.
Con il disciplinare del 2011 comprende in tutto o in parte il territorio dei comuni di Siena, San Gimignano, Colle di Val d'Elsa, Monteriggioni, Montalcino, Pienza, Murlo, Castelnuovo Berardenga e Montepulciano tutti in provincia di Siena (Fonte: Consorzio Chianti Colli Senesi)

## Vitigni con cui è consentito produrlo
- Sangiovese 75-100%
- altri vitigni idonei alla coltivazione nell'ambito della regione Toscana (come sottoelencati). massimo 25%

Inoltre:
- i vitigni Cabernet Franc e Cabernet Sauvignon, non potranno, singolarmente o congiuntamente, superare il limite massimo del 10%.

Fino alla vendemmia 2015 potranno concorrere alla produzione del vino «Chianti» con riferimento alla sottozona «Colli Senesi», anche i vitigni Trebbiano Toscano e Malvasia del Chianti singolarmente o congiuntamente fino al massimo del 10%.

### Vitigni complementari
- Vitigni a bacca rossa:

Abrusco, Aleatico, Alicante, Alicante Bouschet, Ancellotta, Barbera, Barsaglina, Bonamico, Bracciola nera, Calabrese, Caloria, Canaiolo, Canina nera, Carignano, Carmenere, Cesanese d'Affile, Ciliegiolo, Colombana nera, Colorino, Foglia Tonda, Gamay, Groppello di S. Stefano, Groppello Gentile, Lambrusco Maestri, Malbech, Malvasia nera, Malvasia Nera di Brindisi, Malvasia Nera di Lecce, Mammolo, Mazzese, Merlot, Montepulciano, Petit Verdot, Pinot Nero, Polleria nera, Prugnolo Gentile, Rebo, Refosco dal Peduncolo Rosso, Sagrantino, Sanforte, Schiava Gentile, Syrah, Tempranillo, Teroldego, Vermentino Nero
- Vitigni a bacca bianca:

Albana, Albarola, Ansonica, Biancone, Canaiolo Bianco, Chardonnay, Clairette, Durella, Fiano, Grechetto, Greco, Incrocio Bruni 54, Livornese Bianca, Malvasia Bianca di Candia, Malvasia Bianca Lunga, Malvasia Istriana, Manzoni Bianco, Marsanne, Moscato Bianco, Müller-Thurgau, Orpicchio, Petit Manseng, Pinot Bianco, Pinot Grigio, Riesling renano, Riesling Italico, Roussane, Sauvignon, Sémillon, Traminer Aromatico, Trebbiano Toscano, Verdea, Verdello, Verdicchio Bianco, Vermentino, Vernaccia di S. Gimignano, Viogner

## Tecniche produttive
Sono idonei unicamente i vigneti di giacitura collinare ed orientamento adatti, i cui terreni - situati ad un'altitudine non superiore a 700 metri s.l.m., sono costituiti in prevalenza da substrati arenacei, calcareo marnosi, da scisti argillosi, da sabbie e ciottolami.
Sono da considerarsi inadatti i vigneti situati in terreni umidi, su fondi valle e infine i terreni a predominanza di argilla pliocenica e comunque fortemente argillosi.
I nuovi impianti ed i reimpianti dovranno avere una densità non inferiore ai 4 400 ceppi/ettaro.
È vietata ogni forma di allevamento su tetto orizzontale, tipo tendone. Le forme di allevamento tradizionali sono rappresentate dal guyot, da una sua derivazione denominata "archetto toscano" e dal cordone speronato.
È vietata ogni pratica di forzatura, ma consentita l'irrigazione di soccorso.
Nella vinificazione è ammessa la tradizionale pratica enologica del governo all'uso Toscano, che consiste in una lenta rifermentazione del vino appena svinato con uve dei vitigni autorizzati leggermente appassite.
Tutte le operazioni di vinificazione e imbottigliamento debbono essere effettuate nella zona DOCG, ma sono ammesse deroghe su preventiva autorizzazione.
Richiede un invecchiamento almeno fino al 1º marzo dell'anno successivo alla vendemmia.

## Caratteristiche organolettiche
- colore: colore: rubino vivace tendente al granato con l'invecchiamento;
- odore: intensamente vinoso, talvolta con profumo di mammola e con più pronunziato carattere di finezza nella fase di invecchiamento;
- sapore: armonico, sapido, leggermente tannico, che si affina col tempo al morbido vellutato; il prodotto dell'annata che ha subito il «governo» presenta vivezza e rotondità;

Nota: Il Chianti Colli Senesi, rispetto agli altri prodotti in diverse zone, è mediamente più profumato e facile da bere anche da persone non abituate a bere vino. È facile da abbinare a piatti tipici toscano anche non troppo elaborati o con cottura prolungata, va bevuto giovane per godere al massimo della sua freschezza e dei suoi profumi giovani e marcati.

## Informazioni sulla zona geografica
Il Chianti nasce in un'area geologicamente assai omogenea, situata a sud dell'Appennino e fra le latitudini che ricomprendono Firenze e Siena.
Una fascia inizia a nord, dalla zona del Mugello verso Rufina e Pontassieve, prosegue lungo i monti del Chianti fino ad arrivare a ricomprendere il territorio del Comune di Cetona. L'altra si origina sul Montalbano e si allaccia alla Val di Pesa con direttrici verso San Gimignano e Montalcino. Il nucleo centrale è contornato da propaggini legate ai sistemi collinari dell'Aretino e del Senese, del Pistoiese, del Pisano e del Pratese. Queste fasce estreme e periferiche sono collegate fra loro da briglie trasversali.
In particolare, il territorio del Chianti, dal punto di vista geologico, per la sua vastità, può essere suddiviso in quattro sistemi, in ordine di età di formazione decrescente: dorsali preappenniniche mio-eoceniche, le colline plioceniche, la conca intermontana del Valdarno Superiore con i depositi pleistocenici, ed i depositi alluvionali.
L'altitudine dei terreni collinari coltivati a vite è compresa mediamente fra i 200 ed i 400 m s.l.m. con giacitura ed orientamento adatti. Il disciplinare di produzione prevede comunque una altitudine massima, per i vigneti, di 700 m sul livello del mare.
Il clima dell'area si inserisce nel complesso climatico cosiddetto della collina interna della Toscana.
Il clima del comprensorio può essere definito da "umido" a "subumido", con deficienza idrica in estate. La piovosità media annua è di 867 mm con un minimo di 817 mm ed un massimo di 932 mm. La piovosità massima si registra, di regola, nel mese di novembre con 121 mm e la minima in luglio con 32 mm. Il mese di agosto è quello mediamente più caldo, con temperature medie di oltre 23 °C, mentre il mese più freddo è solitamente gennaio, con temperature medie intorno ai 5 °C.

## Storia
Il termine Chianti rappresenta, assieme alle tradizioni culturali secolari, alla storia, alla letteratura, alla gastronomia, alla popolazione ivi residente, non solo un grande vino, ma anche un sistema socioeconomico più complesso.
Il grande sviluppo della viticoltura si è avuto con l'avvento della famiglia dei Medici. Già nella seconda metà del Quattrocento, Lorenzo dei Medici, nel Simposio e nella Canzone di Bacco, illustra un clima popolaresco, dove il vino è l'essenza di un teatro di arguzie e banalità, al limite grottesco. Fu dunque, il vino per i Medici, già mercanti e banchieri, un bene ed un dono, fu alimento, merce e simbolo.
Si dice che dai tempi del duro e sagace Cosimo il Vecchio fino allo sfortunato Gian Gastone, il vino preferito a casa Medici fosse quello prodotto nella zona del Chianti. Oltre ai vini di provenienza da tali zone, si beveva, prima a Palazzo di Via Larga, poi a Pitti e sempre nelle Ville medicee del contado, anche vini Schiavo, Vernaccia, Moscatello, Greco, Malvasia, il Ribolla ed il vin cotto. Stretto è il legame che lega la dinastia medicea con la scienza enologica o più semplicemente con il vino. Non a caso, rifacendo nel Cinquecento il duecentesco Palazzo Vecchio, in onore dei Medici, le colonne furono adornate di pampini, tralci ed uve, che ancora, si possono ammirare nel cortile del palazzo.
I Medici furono Signori di Firenze, del contado e, dal Cinquecento, furono Granduchi di Toscana. È naturale dunque che uno dei prodotti più rinomati, della regione, diventasse cura del mondo della politica. Ma, il vino segnò anche l'allegria, il fasto, il desiderio di ebbrezza e di smemoratezza che molti Medici, e Lorenzo fra tutti, coltivarono, non senza una vena segreta di malinconia.
Molte dispute si sono accese per stabilire quanti anni abbia il Chianti. Lamberto Paronetto, in un suo libro, ne menziona l'uso in un atto di donazione del 790 appartenente all'abbazia di San Bartolomeo a Ripoli. Dall'atto di donazione si passa, con un salto di molti secoli, ai documenti dell'archivio Datini (1383-1410) di Prato, dove viene anche usato, per la prima volta, il termine "Chianti" per designare un tipo speciale di vino. Comunque, una fra le remote e sicure citazioni della parola "Chianti", riferita al vino, sembra quella apparsa nella sacra rappresentazione di S. Antonio sulla fine del Quattrocento o dei primi anni del Cinquecento.
Tuttavia, nonostante le rare apparizioni quattrocentesche e cinquecentesche della parola, la denominazione corrente di questo vino resterà ancora per parecchio tempo riferita al nome di "vermiglio" o a quello di "vino di Firenze". Solo nel seicento, con l'intensificarsi dello smercio e delle esportazioni, il nome della regione verrà universalmente riconosciuto anche per il celebre prodotto di questa territorio.
Nel settembre del 1716, gli "illustrissimi signori deputati della nuova congregazione sopra il commercio del vino" fissarono i termini del commercio dentro e fuori "li Stati di Sua Altezza Reale", formulando, senza volerlo, il primo vero e proprio disciplinare del "Chianti" e degli altri vini, allora famosi, destinati in futuro a fondersi, nella sua denominazione.
Il Bando affisso "nei luoghi soliti ed insoliti" di Firenze, regolamentava oltre alla zona originaria del Chianti, anche quella del Carmignano, Pomino, e Valdarno di Sopra. L'editto granducale, tra l'altro, comminava pene severe per tutti i casi di contraffazione e di traffico clandestino, anticipando la disciplina per i luoghi di origine, preludio all'odierna denominazione controllata e garantita. Scrivevano all'epoca gli illustrissimi controllori: "tutti quei vini che non saranno prodotti e fatti nelle regioni confinate, non si possono, né devono, sotto qualsiasi pretesto o questo colore, contrattare per navigare, per vino Chianti, Pomino, Carmignano e Val d'Arno di Sopra, sotto le pene contenute nello enunciato bando".
Il bando parlava chiaro:
"Premendo all'Altezza Reale del Serenissimo Granduca di Toscana, nostro signore che si mantenga l'antico credito di qualsiasi genere di mercanzie che si stacchino dai suoi felicissimi Stati, non solo per il decoro della Nazione quale ha conservato sempre un'illibata fede pubblica, che per cooperare al possibile per il sollievo dei suoi amatissimi sudditi ...."
Fu deciso, quindi, di ordinare la costituzione di un'apposita congregazione, con il compito di vigilare che i vini toscani commessi per navigare, fossero muniti di una garanzia per maggiore sicurezza della qualità loro: " . criminalmente contro i vetturali, i navicellai e altri che maneggiassero detti vini per le frodi fino alla consegna nei magazzini del compratore forestiero o ai bastimenti direttamente e a seconda del danno cagionato riguardante il benefizio pubblico".
Fino poi ad arrivare, all'intuizione del Barone Bettino Ricasoli, con la definizione della base ampelografica del vino Chianti e dell'introduzione di speciali tecniche di vinificazione, quali quella del "governo", utilizzando uve "colorino", preventivamente appassite su stuoie di canne (cannicci). La pratica del "governo", conferisce al vino un più elevato tenore di glicerina e ne risulta una maggiore rotondità di "beva", che lo rende adatto ad accompagnarsi ai piatti tipici toscani, quali salumi, arrosti, carne alla griglia, ecc.
Nel 1870, Ricasoli, scriveva al professor Studiati dell'Università di Pisa: "il vino riceve dal Sangioveto (nome locale del Sangiovese) la dose principale del suo profumo e una certa vigoria di sensazione; dal Canaiolo l'amabilità che tempra la durezza del primo senza togliergli nulla del suo profumo, per esserne pur esso dotato; la Malvasia tende a diluire il prodotto delle prime due uve, ne accresce il sapore e lo rende più leggero e più prontamente adoprabile all'uso della tavola quotidiana".

## Disciplinare
Il consorzio dei Colli Senesi ha origini lontane. Documenti conservati nell'archivio della Camera di Commercio di Siena fanno risalire al 1942 la fondazione di un “Consorzio delle Colline Senesi” con sede a Siena, in Via del Moro, 8, la stessa sede della "Federazione Consorzi Vino Chianti".
Il Chianti Colli Senesi riceve la DOC, Denominazione di Origine Controllata nel lontano 1967
Nel 1977 il consorzio viene denominato “Consorzio Chianti Colli Senesi” adottando come logo l'icona della Torre del Palazzo Pubblico di Siena, detta Torre del Mangia, abbandonando il precedente stemma recante lupa e balzana bianco nera.
Nel 2001, nuova ricostituzione, nuova denominazione (Consorzio Chianti Colli Senesi) e nuovo marchio (stemma a forma di scudo con a sinistra la Torre del Mangia ed a destra il leone rampante della provincia di Siena). (Fonte: Consorzio Chianti Colli Senesi)
| Disciplinari Chianti comparati nei loro dati principali (Fonte: Mipaaf - Disciplinari di produzione) | Disciplinari Chianti comparati nei loro dati principali (Fonte: Mipaaf - Disciplinari di produzione) | Disciplinari Chianti comparati nei loro dati principali (Fonte: Mipaaf - Disciplinari di produzione) | Disciplinari Chianti comparati nei loro dati principali (Fonte: Mipaaf - Disciplinari di produzione) | Disciplinari Chianti comparati nei loro dati principali (Fonte: Mipaaf - Disciplinari di produzione) | Disciplinari Chianti comparati nei loro dati principali (Fonte: Mipaaf - Disciplinari di produzione) | Disciplinari Chianti comparati nei loro dati principali (Fonte: Mipaaf - Disciplinari di produzione) | Disciplinari Chianti comparati nei loro dati principali (Fonte: Mipaaf - Disciplinari di produzione) | Disciplinari Chianti comparati nei loro dati principali (Fonte: Mipaaf - Disciplinari di produzione) | Disciplinari Chianti comparati nei loro dati principali (Fonte: Mipaaf - Disciplinari di produzione) | Disciplinari Chianti comparati nei loro dati principali (Fonte: Mipaaf - Disciplinari di produzione) |
| | normale                                                                                              | Classico                                                                                             | Colli Aretini                                                                                        | Colli Fiorentini                                                                                     | Colli Senesi                                                                                         | Colline Pisane                                                                                       | Montalbano                                                                                           | Montespertoli                                                                                        | Rùfina                                                                                               | Superiore                                                                                            |
| --- | --- | --- | --- | --- | --- | --- | --- | --- | --- | --- |
| Max. prod. uva (t/ha)                                                                                | 9,0                                                                                                  | 7,5                                                                                                  | 8,0                                                                                                  | 8,0                                                                                                  | 8,0                                                                                                  | 8,0                                                                                                  | 8,0                                                                                                  | 8,0                                                                                                  | 8,0                                                                                                  | 7,5                                                                                                  |
| Max. prod. uva (kg/ceppo)                                                                            | 3,0                                                                                                  | 2,0                                                                                                  | 3,0                                                                                                  | 3,0                                                                                                  | 3,0                                                                                                  | 3,0                                                                                                  | 3,0                                                                                                  | 3,0                                                                                                  | 3,0                                                                                                  | 3,0                                                                                                  |
| Numero minimo ceppi/ha                                                                               | 4 000                                                                                                | 4 400                                                                                                | 4 000                                                                                                | 4 000                                                                                                | 4 000                                                                                                | 4 000                                                                                                | 4 000                                                                                                | 4 000                                                                                                | 4 000                                                                                                | 4 000                                                                                                |
| Età minima del vigneto (anni)                                                                        | 3 | 3 | 3 | 3 | 3 | 3 | 3 | 3 | 3 | 3 |
| Resa uva/vino (%)                                                                                    | 70                                                                                                   | 70                                                                                                   | 70                                                                                                   | 70                                                                                                   | 70                                                                                                   | 70                                                                                                   | 70                                                                                                   | 70                                                                                                   | 70                                                                                                   | 70                                                                                                   |
| Titolo alcolometrico naturale minimo (%)                                                             | 10,5                                                                                                 | 11,5                                                                                                 | 11,0                                                                                                 | 11,0                                                                                                 | 11,5                                                                                                 | 11,0                                                                                                 | 11,0                                                                                                 | 11,0                                                                                                 | 11,0                                                                                                 | 11,5                                                                                                 |
| Estratto non riduttore minimo (g/l)                                                                  | 20                                                                                                   | 23                                                                                                   | 21                                                                                                   | 21                                                                                                   | 21                                                                                                   | 21                                                                                                   | 21                                                                                                   | 21                                                                                                   | 21                                                                                                   | 22                                                                                                   |
| Titolo alcolometrico totale minimo (%)                                                               | 11,5                                                                                                 | 12,0                                                                                                 | 11,5                                                                                                 | 12,0                                                                                                 | 12,0                                                                                                 | 11,5                                                                                                 | 11,5                                                                                                 | 12,0                                                                                                 | 12,0                                                                                                 | 12,0                                                                                                 |
| Acidità totale minima (g/l)                                                                          | 4,5                                                                                                  | 4,5                                                                                                  | 4,5                                                                                                  | 4,5                                                                                                  | 4,5                                                                                                  | 4,5                                                                                                  | 4,5                                                                                                  | 4,5                                                                                                  | 4,5                                                                                                  | 4,5                                                                                                  |
| Invecchiamento minimo vino (mesi dal 1º gennaio)                                                     | 3 | 10                                                                                                   | 3 | 9 | 3 | 3 | 3 | 6 | 9 | 9 |

Precedentemente all'attuale disciplinare questa DOCG era stata:
- Approvata DOC con DPR 09.08.1967 (G.U. 217 - 30.08.1967)
- Approvato con DPR 02.07.1984 (G.U. 290 - 20.10.1984)
- Modificato con DM 08.01.1996 (G.U. 25 - 31.01.1996)
- Modificato con DM 05.08.1996 (G.U. 219 - 18.09.1996)
- Modificato con DM 29.10.1996 (G.U. 269 - 16.11.1996)
- Modificato con DM 08.09.1997 (G.U. 231 - 03.10.1997)
- Modificato con DM 22.11.1997 (G.U. 284 - 05.12.1997)
- Modificato con DM 15.03.1999 (G.U. 65 - 19.03.1999)
- Modificato con DM 10.03.2003 (G.U. 73 - 28.03.2003)
- Modificato con DM 26.04.2004 (G.U. 103 - 04.05.2004)
- Modificato con DM 19.06.2009 (G.U. 152 - 03.07.2009)
- Modificato con DM 19.01.2010 (G.U. 29 - 05.02.2010)
- Modificata con DM 30.11.2011 (Pubblicato sul sito ufficiale del Mipaaf Sezione Qualità e Sicurezza - Vini DOP e IGP)

Il disciplinare del 1967 prevedeva:
- Resa in uva: 80 q/ha
- Resa dell'uva in vino: 70,0%
- Titolo alcolometrico dell'uva: 10,5%
- Titolo alcolometrico del vino: 11,5%
- Estratto secco: 22,0‰
- Vitigno:
  - Sangiovese: 75.0% -  90.0%
  - Canaiolo Nero: 0.0% -  10.0%
  - Malvasia Bianca Lunga: 0.0% -  10.0%
  - Trebbiano Toscano: 0.0% -  10.0%
- colore: rubino vivace tendente al granatocon l'invecchiamento
- odore: intensamente vinoso, talvolta con profumo di mammola e con più pronunziato carattere di finezza nella fase di invecchiamento
- sapore: armonico, asciutto, sapido, leggermente tannico che si affina col tempo al morbido vellutato.

## Bottiglie
Per i vini Chianti è consentita l'immissione al consumo soltanto in bottiglie di vetro di tipo bordolese o in fiaschi tradizionali all'uso toscano.
Inoltre deve essere usato esclusivamente il tappo di sughero raso bocca della bottiglia; fanno eccezione i recipienti con tappi a corona o capsule a strappo per le capacità fino a 0,250 litri.

## Abbinamenti consigliati
Questo è un vino a tutto pasto. Risulta ottimo con:
- salumi toscani, il formaggio pecorino
- primi piatti in generale e zuppe toscane in particolare come la tipica ribollita o la zuppa di fagioli.
- bistecca alla fiorentina, carne alla brace e piatti a base di maiale di razza “Cinta Senese”.

(Fonte: Consorzio Chianti Colli Senesi)

## Produzione
| Produzione 2004 (Fonte: Unione Italiana Vini) | Produzione 2004 (Fonte: Unione Italiana Vini) | Produzione 2004 (Fonte: Unione Italiana Vini) | Produzione 2004 (Fonte: Unione Italiana Vini) |
|                                               | Colli Senesi                                  | totale Chianti                                | Colli Senesi / totale Chianti                 |
| --------------------------------------------- | --------------------------------------------- | --------------------------------------------- | --------------------------------------------- |
| Superficie iscritta in ha                     | 1 822,30                                      | 22 395,03                                     | 8,14 %                                        |
| Produzione vino in hl                         | 82 382,30                                     | 1 055 262,42                                  | 7,81 %                                        |

## Chianti Colli Senesi riserva
Caratteristiche per ottenere la menzione riserva
- resa in uva non superiore a 7,5 t/ha
- invecchiamento di almeno due anni, di cui almeno otto mesi in botte e quattro mesi in bottiglia
- titolo alcolometrico volumico totale minimo del 13,0 %
- estratto non riduttore minimo: 23,0 g/l.

Il periodo di invecchiamento viene calcolato a decorrere dal 1º gennaio successivo all'annata di raccolta delle uve.
Si abbina alla cacciagione in generale ed in particolare al cinghiale in umido, la lepre alla cacciatora ed il fagiano (Fonte: Consorzio Chianti Colli Senesi)
Il disciplinare del 1967 prevedeva invece un invecchiamento di almeno due anni di cui almeno sei mesi in botte e tre in bottiglia ed un titolo alcolometrico volumico minimo del 12,5%.